# Sun (casa discografica)
La Sun è stata una casa discografica musicale svizzera attiva in Italia.

## Storia
La Suna nacque nel 1967 per iniziativa di Mina e di suo padre Giacomo Mazzini, in concomitanza con la fondazione della PDU, con cui agiva in stretto rapporto tant'è che molti artisti che incidevano per la Sun se i risultati di vendita avevano una certa rilevanza passavano all'altra casa discografica.

## Dischi
La datazione qui riportata si basa sull'etichetta del disco o sulla copertina; qualora nessuno di questi elementi abbia una datazione, è basata sulla numerazione del catalogo; talora è, infine, basata sul codice della matrice di stampa. Se esistenti, sono riportati, oltre all'anno, il mese e il giorno (quest'ultimo dato si trova, a volte, stampato sul vinile).

### 33 giri
| Numero di catalogo | Anno | Interprete | Titoli                    |
| ------------------ | ---- | ---------- | ------------------------- |
| SUld. A. 13001     | 1967 | Johnny Sax | Incontro con Bob Mitchell |
| SUld. M. 13004     | 1971 | Johnny Sax | Sortilege                 |

### 45 giri
| Numero di catalogo | Anno | Interprete       | Titoli                                               |
| ------------------ | ---- | ---------------- | ---------------------------------------------------- |
| SU.A. 3001         | 1967 | Giuliano Girardi | Bianco Natale/Un blues                               |
| SU.A. 3002         | 1968 | Giuliano Girardi | Hush/È piccolo il cielo                              |
| SU.A. 3003         | 1968 | Marita           | Pata Pata/I primi minuti                             |
| S.U.A. 3004        | 1968 | Marita           | Il ragazzo del sole/Non ti credo                     |
| SU.A. 3005         | 1968 | Lino Fontis      | Scende la pioggia/Serenata al limone/Gira il vento   |
| SU.A. 3006         | 1968 | Tihm             | Senza catene/Dimenticando il mondo                   |
| SU.A. 3007         | 1968 | Johnny Sax       | Elenore/Hi-Heel Sneakers                             |
| SU.A. 3008         | 1968 | Giuliano Girardi | Bianco Natale/Jingle Bells                           |
| SU.A. 3009         | 1969 | Tihm             | Obladì Obladà/M'innamoro                             |
| SU.A. 3010         | 1969 | Giuliano Girardi | Guarda che luna/L'amore è il mio mestiere            |
| SU.A. 3011         | 1969 | Johnny Sax       | A Praça/Sensazione 24                                |
| SU.A. 3012         | 1969 | Marita           | Torna questa estate/Ci sei                           |
| SU.A. 3014         | 1969 | Tihm             | Dietro la finestra/Come mai                          |
| SU.A. 3015         | 1969 | Gilda            | Nu ferru de calzetta/Tu chi parti e vai luntanu      |
| SU.A. 3016         | 1970 | Tihm             | Indianapolis/Sentimentalei                           |
| SU.A. 3017         | 1970 | Giuliano Girardi | Desiderio/Se la mia vita                             |
| SU.A. 3018         | 1970 | Jor Milano       | Come sta signora Stirnimaa?/Stai tranquillo, pensigh |
| SU.A. 3019         | 1970 | King Zeran       | E. C. Guitar/Dire di si                              |
| SU.A. 3020         | 1970 | Tihm             | Indianapolis/Cambia il cuore                         |
| SU.A. 3021         | 1970 | Tihm             | Il primo passo/Cambia il cuore                       |
| SU.A. 3023         | 1971 | Yor Milano       | Nel bagno/Caffelatte                                 |
| SU.A. 3024         | 1971 | Tihm             | Quella notte/Più sola con te                         |
| SU.A. 3025         | 1971 | Johnny Sax       | Processione/Grande grande grande                     |
| SU.A. 3026         | 1973 | Yor Milano       | La formula della felicità/Canzone senza parole       |
| SU.A. 3027         | 1973 | Yor Milano       | Il vecchio orologioe/Storia di una canzone           |